# Transeius herbarius
Transeius herbarius är en spindeldjursart som först beskrevs av Wainstein 1960.  Transeius herbarius ingår i släktet Transeius och familjen Phytoseiidae. Inga underarter finns listade i Catalogue of Life.